# Espectro de probabilidad teísta
Popularizado por Richard Dawkins en su libro El espejismo de Dios, el Espectro de probabilidad teísta es la manera de una persona de categorizar su creencia según la probabilidad de existencia de Dios.

## Ateísmo, teísmo y agnosticismo
Jack Smart argumenta que la distinción entre ateísmo y agnosticismo no es clara y muchas personas que se describen como agnósticas son, de hecho, ateas. 
Escribe que esta caracterización errónea se basa en un escepticismo filosófico no razonable y que no nos permitiría obtener mayor conocimiento del mundo si se aplicara en otros ámbitos. Propone el siguiente análisis:

Vamos a considerar la conveniencia o no de que alguien (llamémosle 'Filo')  se describa a sí mismo como un teísta, ateo o agnóstico. Sugeriría que si Filo estimando la plausibilidad ser tal que ante la evidencia, la probabilidad del teísmo fuera casi uno, se describa a sí mismo como un teísta; si fuera casi cero como un ateo; y si fuera algún punto intermedio se llame a sí mismo agnóstico. No hay reglas estrictas acerca de esta clasificación debido a que las fronteras son imprecisas. Y si es necesario, como un hombre de mediana edad que no está seguro de si se debe llamarse calvo o no, podría explicarse mejor.

## La formulación de Dawkins

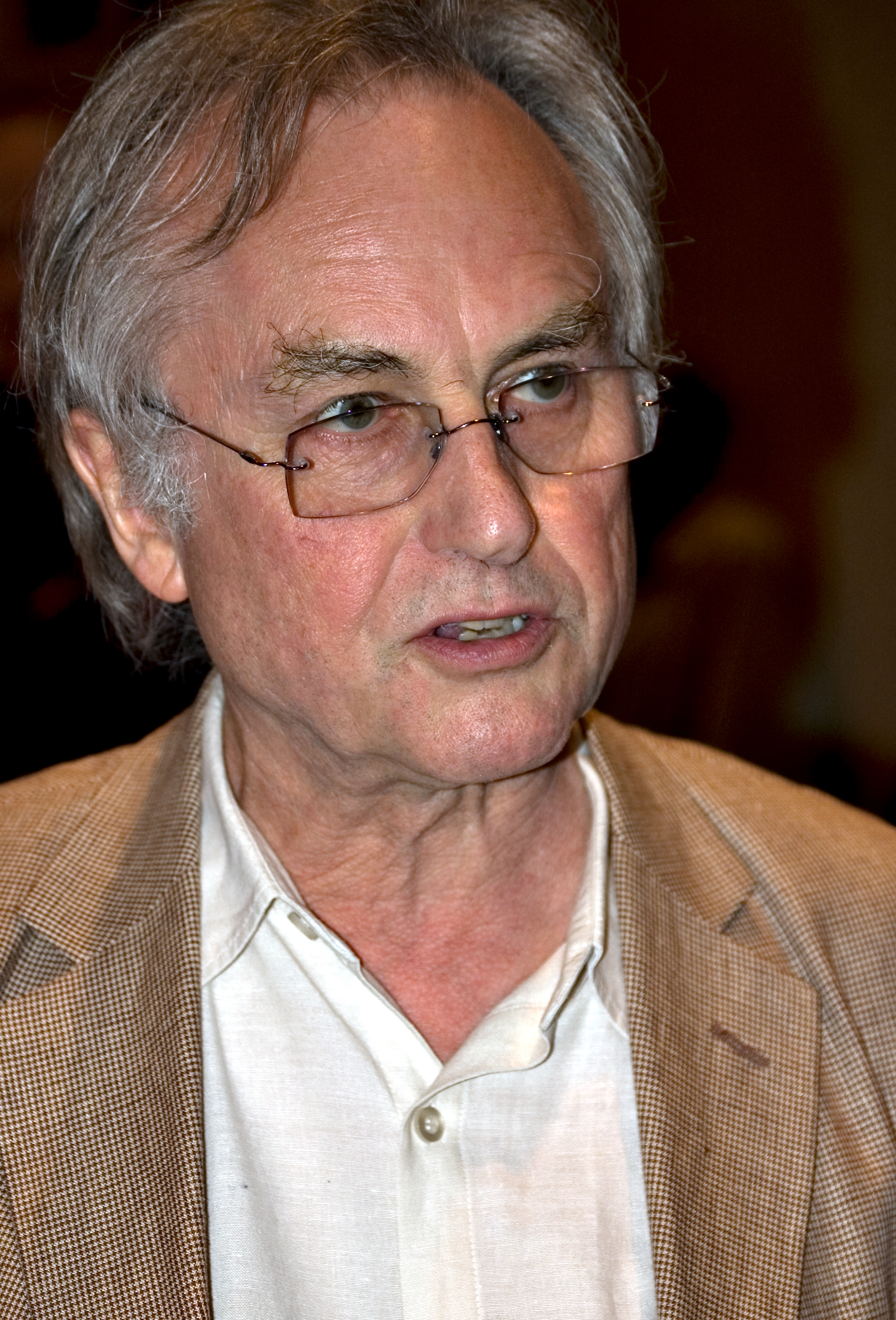
Richard Dawkins

Dawkins añade que la existencia de Dios es una hipótesis científica como cualquier otra. Propone un espectro continuo de probabilidades entre los dos extremos de certeza absoluta, con siete posturas típicas:
1. Teísta convencido: 100 % de probabilidad de la existencia de Dios. En palabras de Carl Jung: "Se que Dios existe, No lo creo, lo sé".
2. Teísta de facto. Probabilidad de existencia de Dios muy alta: "No puedo saberlo por seguro, pero creo firmemente que Dios existe y vivo mi vida asumiendo que Dios existe".
3. Técnicamente agnóstico, pero cerca del teísmo. Más del 50 % de probabilidades de que Dios exista. "Es incierto, pero creó que la existencia de Dios es más probable."
4. Agnóstico completamente imparcial. Exactamente 50 %. "La existencia de Dios y su inexistencia es igual de probable o directamente no sé que probabilidad hay".
5. Técnicamente agnóstico, pero cerca del ateísmo. Menos aunque cerca del 50 % de probabilidad de que Dios exista. "No sé si Dios existe, pero creó que su existencia es poco probable".
6. Ateo de facto. Probabilidad muy baja, pero lejos de cero. "No puedo tener la seguridad de que Dios no exista pero creo que es muy improbable, así que vivo mi vida asumiendo que Dios no existe".
7. Ateo convencido. "Sé que Dios no existe, No lo creo, lo sé".

Dawkins argumenta que mientras existen muchas personas que se emplazan a sí mismos en la posición "1", no existen ateos que se consideran a sí mismos "7", ya que el ateísmo surge de la falta de evidencia. Dawkins se considera a sí mismo en una posición entre 6.0 y 6,5 en la escala.